# 옥단춘전
옥단춘전은 작자 미상의 한국 고전소설로, 조선 후기에 널리 읽혔다.

## 개요
＜옥단춘전＞은 서로 도우며 살 것을 맹세한 두 사람의 우정의 변화와 의로운 기생 옥단춘의 순정을 그린 애정소설이다. 이 작품은 조선 후기에 널리 읽혔던 작품인데, 작자가 누군지는 알 수 없다. 이 작품의 남주인공 이혈룡과 김진희는 각각 정승의 아들로 태어나 동문수학(同門受學)하면서 친형제처럼 가까이 지냈다. 두 사람은 세의(世誼)를 지키면서 서로 도울 것을 굳게 맹세했다. 그런데 이혈룡은 과거에 낙방하고 곤궁하게 되었고, 김진희는 과거에 급제한 뒤 평안 감사가 되었다. 혈룡이 도움을 청하려고 진희를 찾아가니, 진희는 거지 차림으로 찾아온 혈룡을 대동강에 빠뜨려 죽이려 했다. 이때 감사를 모시고 있던 기생 옥단춘이 혈룡의 비범함을 보고, 사공을 매수하여 혈룡을 살리고 아름다운 인연을 맺은 뒤 경제적으로 후원한다. 혈룡은 과거에 급제해서 암행어사가 되어 진희를 벌하고, 옥단춘과 함께 행복하게 살았다.
이 작품에서 가난을 참다못해 도움을 청하려고 김진희를 찾아가는 이혈룡은 몰락한 양반의 전형적인 모습을 보여준다. 전일의 맹세를 생각하며 찾아온 이혈룡을 모르는 체하고 죽이려 하는 김진희는 겉으로는 신의(信義)를 내세우면서도, 자기의 이익을 독점하기 위해서 신의를 헌신짝처럼 버리는 양반층의 추악한 모습을 보여준다. 이것은 조선 후기에 양반층이 권력을 잡은 뒤, 이를 세습하는 벌열(閥閱) 집단과 권력의 주변에서 멀어져 몰락한 선비 집단으로 나누어지는 과정에서 생기는 대립과 갈등을 반영한 것이다.
옥단춘은 천인(賤人) 신분의 기생이지만, 사람을 알아보는 능력이 뛰어나고, 헌신적인 사랑과 신의를 지닌 인물이다. 그래서 정경부인(貞敬夫人)의 가자(加資)를 받고, 정승의 아내가 되어 부귀영화를 누렸다. 옥단춘의 헌신적인 사랑과 신의는 하층민들이 중히 여기는 윤리의식의 표현이라 하겠다.
이 작품의 작자는 순정과 절개와 의리를 지닌 사람이라면 신분의 해방은 물론이고, 그에 상응(相應)하는 대우와 지위를 보장해야 한다는 의식을 드러냈다. 그리고 붕우유신(朋友有信)의 윤리를 강조하고, 악을 행한 자는 벌을 받아야 한다는 민중의 의식을 드러냈다.
＜옥단춘전＞과 ＜춘향전＞은 문체, 표현 기교, 구성 등에서 많은 유사점을 지니고 있다. 그래서 ＜옥단춘전＞을 ＜춘향전＞의 모방이거나 아류(亞流)로 보는 견해도 있으나 타당성은 그리 높지 않다. ＜옥단춘전＞은 배경설화에서 ＜옥단춘전＞으로의 단선적 이행을 통해서 이루어진 것이 아니고, 판소리 및 ＜춘향전＞의 매개 과정을 거쳐서 이루어진 작품이다. ＜옥단춘전＞의 작자는 ≪청구야담≫이나 ≪계서야담≫에 실려 있는 김우항 이야기와 노진 이야기 같은 설화를 소설화하면서 주제, 인물의 성격, 문체 등 작품의 틀을 판소리 및 ＜춘향전＞에서 마련한 것으로 보인다. ＜옥단춘전＞의 필사본 이본들은 저마다 판소리, 특히 ＜춘향전＞의 영향을 받았을 뿐만 아니라 더 정확히 말하면 그것을 지향하고 있다. 따라서 ＜옥단춘전＞은 의기설화의 구조와 ＜춘향전＞의 구성 원리를 바탕으로 하여 형성된 것이라 할 수 있다.
민요에는 옥단춘의 이름이 나오는 ＜옥단춘요＞가 20여 수 전해온다. 그런데 이들의 내용을 보면, 등장인물의 이름이 ‘옥단춘’이고, 그녀의 신분이 기녀라는 점 외에는 공통점이 없다. 그러므로 ＜옥단춘전＞과 민요는 직접적인 관련은 없고, 의기설화가 소설화하는 과정에서 민요로 널리 알려진 ‘옥단춘’이 이 작품의 여주인공 이름으로 정착된 듯하다.
＜옥단춘요＞ 중 서사민요 한 수가 전해온다. 그런데 이것은 고소설 ＜숙영낭자전＞을 민요화한 것으로, 이름이 ‘숙영’ 대신 ‘옥단춘’으로 바뀌어 전해오는 것이다.

## 같이 보기
- 춘향전